# NGC 6624
NGC 6624 est un amas globulaire situé dans la constellation du Sagittaire à environ 25 750 a.l. (7,9 kpc) du Soleil et à 3 900 a.l. (1,2 kpc) du centre de la Voie lactée. Il a été découvert par l'astronome germano-britannique William Herschel en 1784.

## Observation

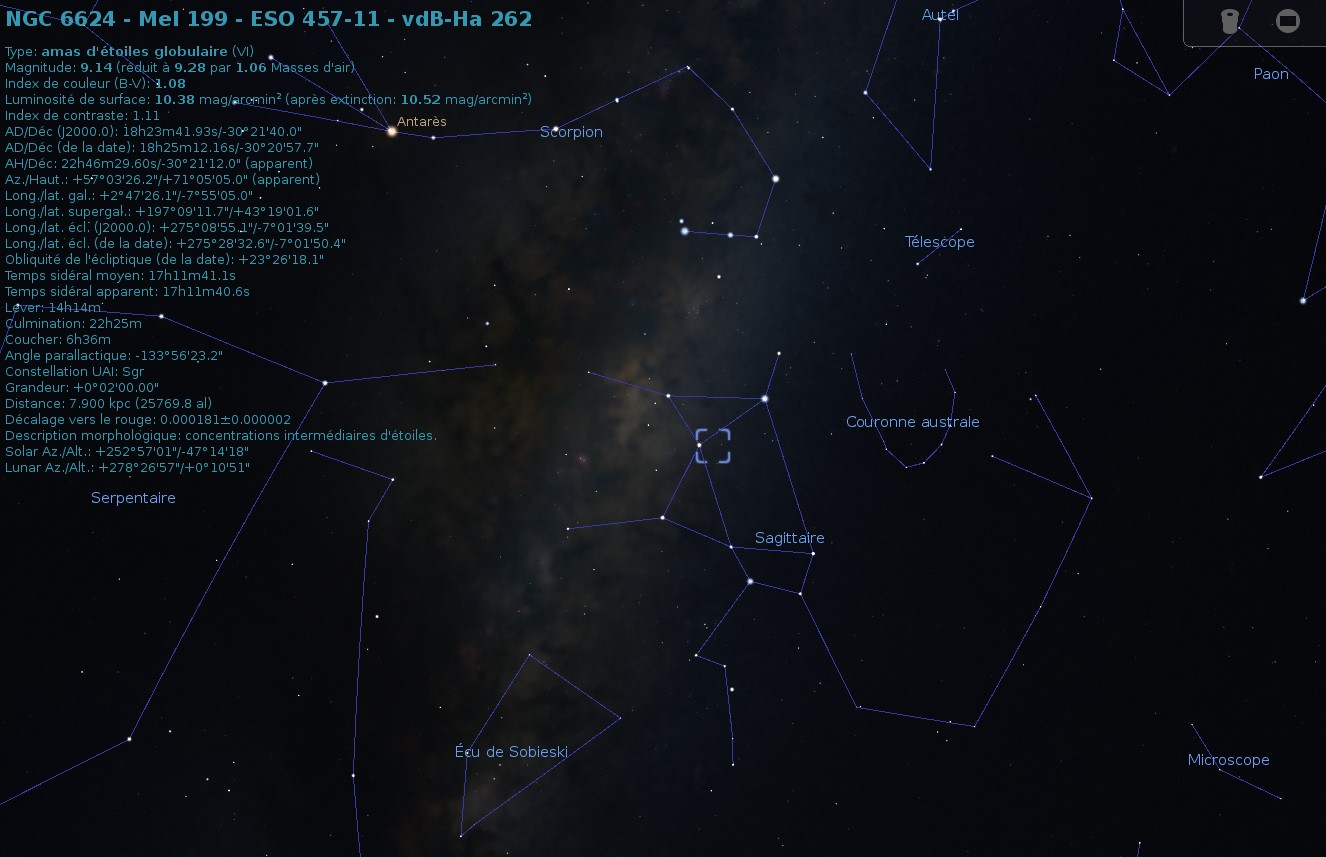
Localisation de NGC 6624 dans la constellation du Sagittaire.

Avec une magnitude apparente de 7,87, on peut observer cet amas avec des jumelles, mais il apparait soit comme un étoile ou comme une tache floue si on utilise un petit télescope. NGC 6624 est à environ 0,8° au sud-est de l'étoile Delta Sagittarii.

## Caractéristiques

### Classe
La classe de concentration Shapley-Sawyer de NGC 6624 est VI,, une concentration intermédiaire pauvre mais non clairsemée.

### Vitesse
Selon les mesures les plus récentes réalisées par le satellite Gaia,, la vitesse radiale héliocentrique de cet amas est égale à 54,26 ± 0,45 km/s. Deux autres mesures de la vitesse sont aussi indiquées par Simbad, une récente (2018) 54,7 ± 0,4 km/s et une plus ancienne (1953) 69,0 ± 5,0 km/s. La valeur indiquée par Harris est semblable, soit 53,9 ± 0,6 km/s.

### Métallicité, masse et âge
Selon une étude publiée en 2011 par J. Boyles et ses collègues, la métallicité de l'amas globulaire NGC 6624 est égale à -0,44 et sa masse est égale à 257 000 {\displaystyle M_{\odot }}. Dans cette même étude, la distance de l'amas est aussi estimée à environ 7,9 kpc (∼25 800 al). L'étude publiée par Forbes et Bridges indique une métallicité de -0,70.
La base de données Simbad indique quatre valeurs de la métallicité comprises entre -0,60 et -0,73. Une métallicité comprise entre -0,73 et -0,44 signifie que la concentration en fer de NGC 6624 est comprise entre à 19%  et 36% de celle du Soleil.
Après le Big Bang, l'Univers étant surtout composé d'hydrogène et d'hélium, la métallicité était pratiquement nulle. L'univers s'est progressivement enrichi en métaux (éléments plus lourds que l'hélium) grâce à la synthèse de ceux-ci dans le cœur des étoiles. La métallicité des amas du halo de la Voie lactée varie d'un centième à un dixième de la métallicité solaire, ce qui signifie que ces amas se décomposent en deux sous-groupes, les relativement jeunes et les vieux. Selon sa métallicité, NGC 6624 serait donc un amas relativement vieux et riche en métaux. Son âge est estimée à 12,54 milliards d'années par Forbes.

## Les pulsars de NGC 6624
Au moins six pulsars été détectés dans cet amas globulaire, dont au moins quatre pulsars millisecondes (période de moins de 10 ms), un pulsar à longue période et un pulsar de période intermédiaire. Deux pulsars millisecondes ont fait l'objet d'une publication en 1994. Ce sont PSR 1820 – 30A et PSR 1820 – 30 dont les périodes sont respectivement de 5 ms et de 378 ms. Les quatre autres pulsars ont fait l'objet d'une récente publication en 2022. Ce sont PSR J1823−3021I et PSR J1823−3021K avec des périodes de 4,319 ms et de 2,768 ms, PSR J1823−3021J avec une période de 20,899 ms et finalement le pulsar à longue période PSR J1823−3022 dont la période est de 2,497 s.

## Trou noir de masse intermédiaire
On a pu déduire des observations temporelles de haute précision de la période du pulsar milliseconde PSR B1820−30A que celui-ci est soit en orbite de faible excentricité avec une compagnon de faible masse (étoile, naine blanche, étoile à neutrons ou encore un trou noir d'origine stellaire) ou en orbite de forte excentricité avec un compagnon massif de masse supérieure à 7500 {\displaystyle M_{\odot }}, soit un trou noir intermédiaire.
Cependant, dans une autre étude on a déduit que la présence d'un trou noir intermédiaire était incompatible avec la dispersion des vitesses des composantes de l'amas.

## Autres sources de rayonnement à haute énergie
On a aussi découvert des sources de rayonnement gamma et de rayon X dans NGC 6624. Vingt deux sursauteurs X ont été observés dans cet amas.

## Galerie

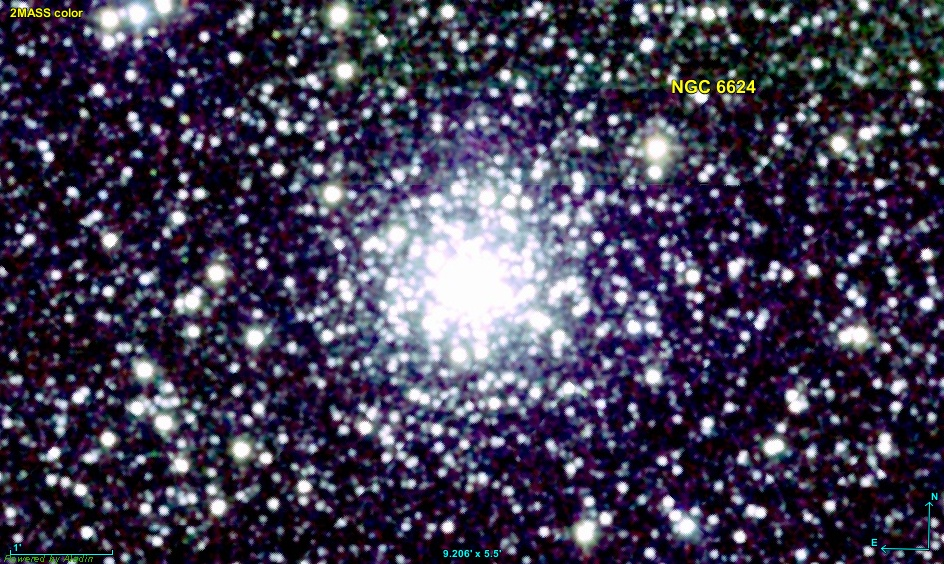
NGC 6624en infrarouge par le relevé 2MASS.
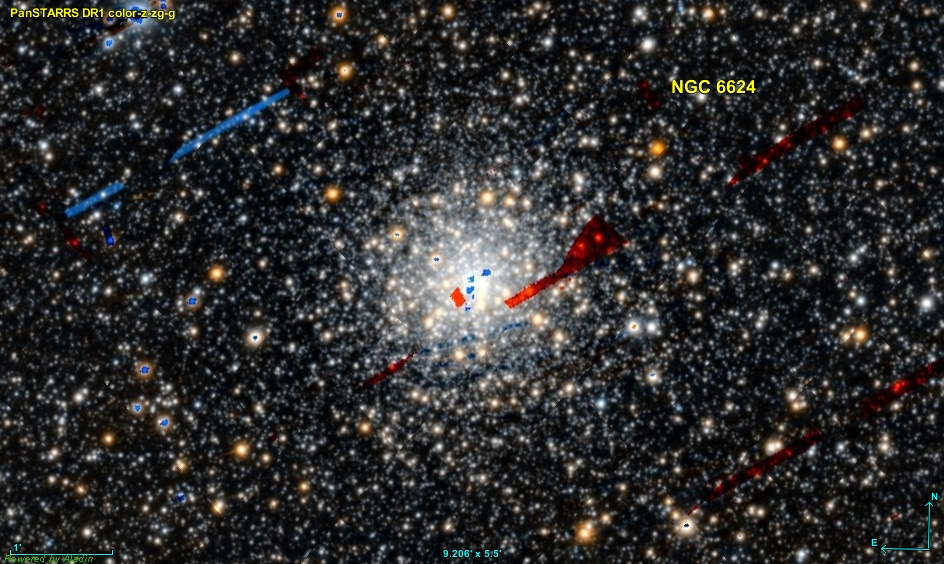
Image en lumière visible par le relevé Pan-STARRS.